# Poecilopsis haeneli
Poecilopsis haeneli là một loài bướm đêm trong họ Geometridae.